# Négyes
Négyes ist eine ungarische Gemeinde im Kreis Mezőkövesd im Komitat Borsod-Abaúj-Zemplén.

## Geografische Lage
Négyes liegt im Norden Ungarns, 69 Kilometer vom Komitatssitz Miskolc entfernt.
Nachbargemeinden sind Borsodivánka 4 km, Egerlövő 8 km, Tiszabábolna 8 km, Tiszavalk 3 km entfernt.
Die nächste Stadt Mezőkövesd ist etwa 19 km von Négyes entfernt.

## Sehenswürdigkeiten
- Römisch-katholische Kirche Nepomuki Szent János, erbaut 1908

## Verkehr
Durch Négyes verläuft die Landstraße Nr. 3302. Der nächstgelegene Bahnhof befindet sich südlich in Poroszló.